# In the Blink of an Eye (filme)
In the Blink of an Eye (Brasil: Num Piscar de Olhos / Portugal: Em Um Piscar de Olhos) é um filme norte-americano do gênero ação e ficção científica da indústria cinematográfica cristã dirigido por Michael Sinclair e estrelado por David A. R. White, Eric Roberts, e Andrea Logan White.

## Sinopse
Aquelas que deveriam ser as férias perfeitas transformam-se em uma terrível encruzilhada para o detetive David Ramsey.
A bordo de um iate particular no mar do México, sua esposa e amigos desaparecem misteriosamente. A situação se complica quando o chefe da polícia de David o alerta sobre uma ligação criminosa entre o capitão do barco e seu proprietário. Preso em uma série de visões sobrenaturais, o detetive Ramsey não percebe que uma nova oportunidade de tomar a decisão que determinará seu futuro esta sendo lhe dada.
Seriam mesmo verdadeiras as profecias bíblicas da antiguidade a respeito de um iminente apocalipse?

## Lançamento
O filme foi lançado direto em DVD nos Estados Unidos pela Pure Flix e no Brasil pela Graça Filmes.

## Elenco
- David A. R. White ....David Ramsey
- Eric Roberts ....Capitão Jones
- Andrea Logan White ....Lori
- Lonnie Colón ....Larry
- Anise Fuller ....Suzette